# Konami Hyper Soccer
Konami Hyper Soccer fue el primer videojuego de fútbol de Konami para una consola Nintendo, y considerado la semilla de las posteriores sagas International Superstar Soccer y Winning Eleven. Fue lanzado en 1992 para la NES.

## Selecciones nacionales
El juego incluye 24 selecciones nacionales jugables:
| - Alemania - Holanda - Italia - Argentina - Francia - España - Inglaterra - Brasil - Polonia - Uruguay - Hungría - URSS - Suecia - Checoslovaquia - Camerún - Irlanda - Japón - Corea (Corresponde a Corea del sur) - Estados Unidos - México - Australia - Escocia - Colombia - Yugoslavia |